# Fases del gel

Diagrama de fases pressió-temperatura log-lin de l'aigua. Els números romans corresponen a algunes fases de gel que s'enumeren a continuació.

Les variacions de pressió i temperatura donen lloc a diferents fases de gel, que tenen propietats i geometries moleculars diferents. Actualment, s'han observat vint-i-una fases, que inclouen gels cristal·lins i amorfs. En la història moderna, les fases s'han descobert a través de la investigació científica amb diverses tècniques com la pressurització, l'aplicació de força, els agents de nucleació i altres.
A la Terra, la major part del gel es troba a la fase hexagonal de gel Ih. Es poden trobar fases menys comunes a l'atmosfera i sota terra a causa de pressions i temperatures més extremes. Algunes fases són fabricades pels humans per a usos a escala nanomètrica a causa de les seves propietats. A l'espai, el gel amorf és la forma més comuna, com ho confirma l'observació. Així, es teoritza que és la fase més comuna de l'univers. Diverses altres fases es podrien trobar naturalment en objectes astronòmics.

## Teoria
La majoria dels líquids sota pressió augmentada es congelen a temperatures més altes perquè la pressió ajuda a mantenir les molècules juntes. Tanmateix, els forts ponts d'hidrogen de l'aigua ho fan diferent: per a algunes pressions superiors a 1 atm (0.10 MPa), l'aigua es congela a una temperatura inferior a 0 °C. Sotmesos a pressions més altes i temperatures variables, el gel es pot formar en dinou fases cristal·lines conegudes. Amb cura, almenys quinze d'aquestes fases (una de les excepcions conegudes és el gel X) es poden recuperar a pressió ambient i baixa temperatura en forma metaestable. Els tipus es diferencien per la seva estructura cristal·lina, l'ordre dels protons, i la densitat. També hi ha dues fases metaestables de gel sota pressió, ambdues totalment desordenades amb hidrogen; aquests són Ice IV i Ice XII.

## Estructura de cristall

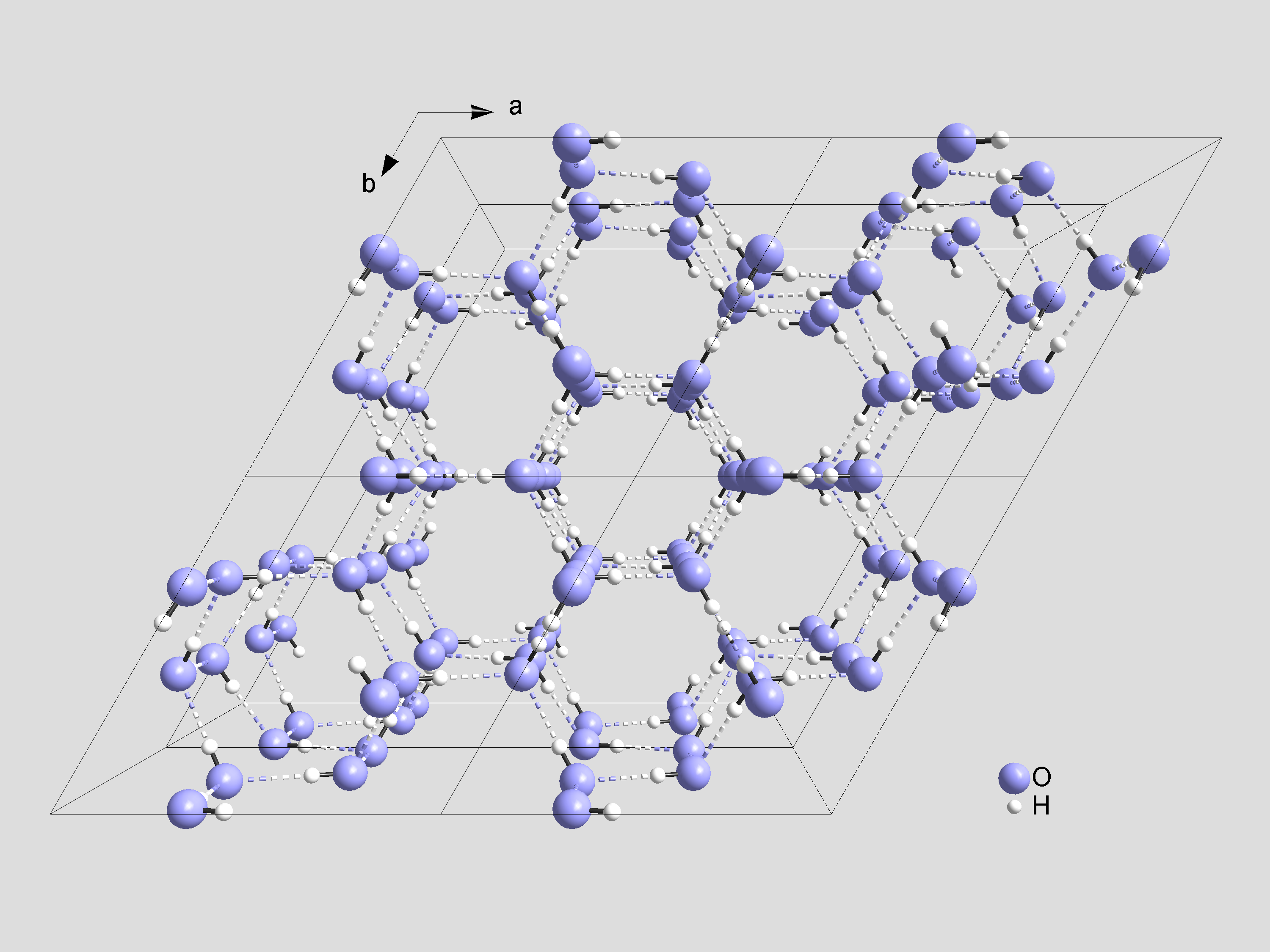
Estructura cristal·lina del gel I_{h}. Les línies discontínues representen enllaços d'hidrogen

L'estructura cristal·lina acceptada del gel ordinari va ser proposada per primera vegada per Linus Pauling el 1935. L'estructura del gel I h és la gelosia de wurtzita, aproximadament un dels plans arrugats composts per anells hexagonals tessel·lats, amb un àtom d'oxigen a cada vèrtex, i les vores dels anells formats per ponts d'hidrogen. Els plans s'alternen en un patró ABAB, i els plans B són reflexos dels plans A al llarg dels mateixos eixos que els mateixos plans. La distància entre els àtoms d'oxigen al llarg de cada enllaç és d'uns 275 pm i és el mateix entre dos àtoms d'oxigen enllaçats qualsevol de la xarxa. L'angle entre els enllaços de la xarxa cristal·lina és molt proper a l'angle tetraèdric de 109,5 °, que també és força proper a l'angle entre els àtoms d'hidrogen de la molècula d'aigua (en fase gasosa), que és de 105 °.

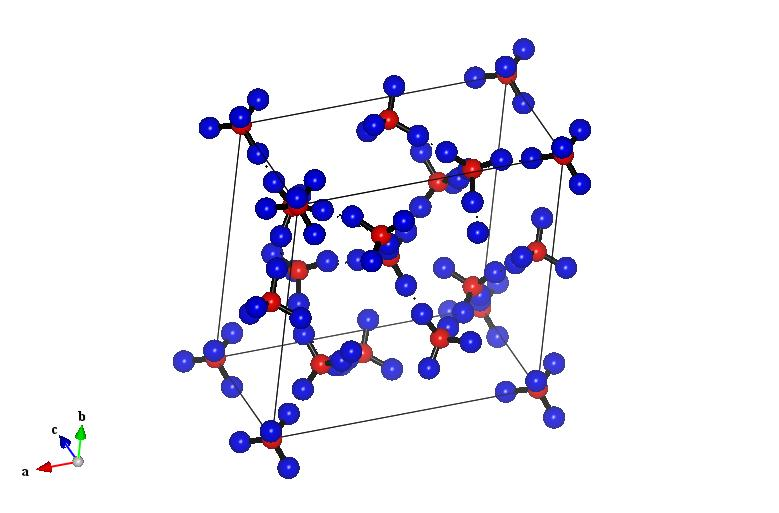
L'estructura cristal·lina del gel XII

Aquest angle d'enllaç tetraèdric de la molècula d'aigua explica essencialment la densitat inusualment baixa de la xarxa cristal·lina; és beneficiós que la xarxa estigui disposada amb angles tetraèdrics tot i que hi ha una penalització energètica en l'augment del volum de la xarxa cristal·lina. Com a resultat, els grans anells hexagonals deixen gairebé prou espai perquè hi hagi una altra molècula d'aigua a l'interior. Això dóna al gel natural la seva rara propietat de ser menys dens que la seva forma líquida. Els anells hexagonals enllaçats amb hidrogen d'angle tetraèdric també són el mecanisme que fa que l'aigua líquida sigui més densa a 4 °C. Prop de 0 °C, en l'aigua líquida es formen reticules minúscules hexagonals de gel I h, amb una freqüència més propera a 0 °C. Aquest efecte disminueix la densitat de l'aigua, fent que sigui més densa a 4 °C quan les estructures es formen amb poca freqüència.
En la forma més coneguda de gel, el gel Ih, l'estructura cristal·lina es caracteritza perquè els àtoms d'oxigen formen simetria hexagonal amb angles d'enllaç gairebé tetraèdrics. Aquesta estructura és estable fins a −268 °C (5 K; −450 °F), com demostra la difracció de raigs X i les mesures d'expansió tèrmica d'extremada resolució. El gel I h també és estable sota pressions aplicades de fins a uns 210 megapascals (2,100 atm) on passa a gel III o gel II.

### Gel amorf
Tot i que la majoria de les formes de gel són cristal·lines, també existeixen diverses formes de gel amorfes (o "vitries"). Aquest gel és una forma sòlida amorfa d'aigua, que no té un ordre de llarg abast en la seva disposició molecular. El gel amorf es produeix per refredament ràpid de l'aigua líquida a la seva temperatura de transició vítrea (uns 136 K o −137 °C) en mil·lisegons (de manera que les molècules no tenen prou temps per formar una xarxa cristal·lina), o comprimint el gel normal a baixes temperatures. La forma més comuna a la Terra, el gel de baixa densitat, es forma normalment al laboratori per una acumulació lenta de molècules de vapor d'aigua (deposició física de vapor) sobre una superfície de cristall metàl·lic molt llisa sota 120. K. A l'espai exterior s'espera que es formi de manera similar en una varietat de substrats freds, com ara partícules de pols. Per contra, l'aigua vidriada hiperextinguda (HGW) es forma ruixant una fina boira de gotes d'aigua en un líquid com el propà al voltant de 80. K, o hiperextingint gotes fines de la mida d'un micròmetre en un suport de mostres mantingut a temperatura de nitrogen líquid, 77 K, al buit. Taxes de refrigeració superiors a 104 Es necessiten K/s per evitar la cristal·lització de les gotes. A la temperatura del nitrogen líquid, 77 K, HGW és cinèticament estable i es pot emmagatzemar durant molts anys.
Els gels amorfs tenen la propietat de suprimir les fluctuacions de densitat a llarg abast i, per tant, són gairebé hiperuniformes. L'anàlisi de classificació suggereix que els gels amorfs de baixa i alta densitat són vidres.

## Estats dependents de la pressió

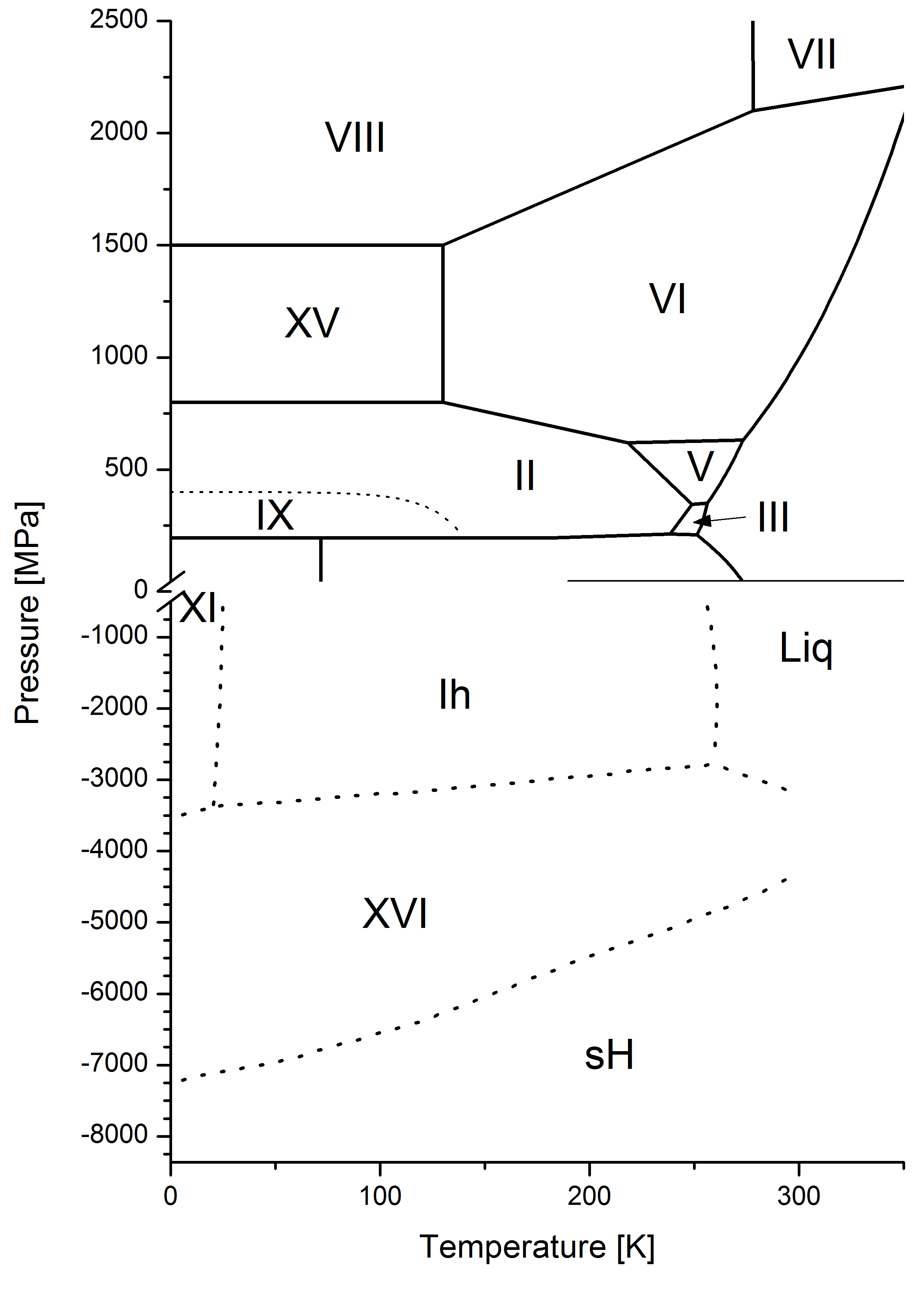
Diagrama de fase de l'aigua ampliat a pressions negatives calculat amb el model TIP4P/2005.

El gel d'una aigua superiònica teoritzada pot tenir dues estructures cristal·lines. A pressions superiors a 50 GPa (7,300,000 psi) aquest gel superiònic adoptaria una estructura cúbica centrada en el cos. Tanmateix, a pressions superiors a 100 GPa (15,000,000 psi) l'estructura pot canviar a una gelosia cúbica centrada en la cara més estable. Algunes estimacions suggereixen que a una pressió extremadament alta al voltant d' 1.55 TPa (225,000,000 psi), el gel desenvoluparia propietats metàl·liques.

### Calor i entropia

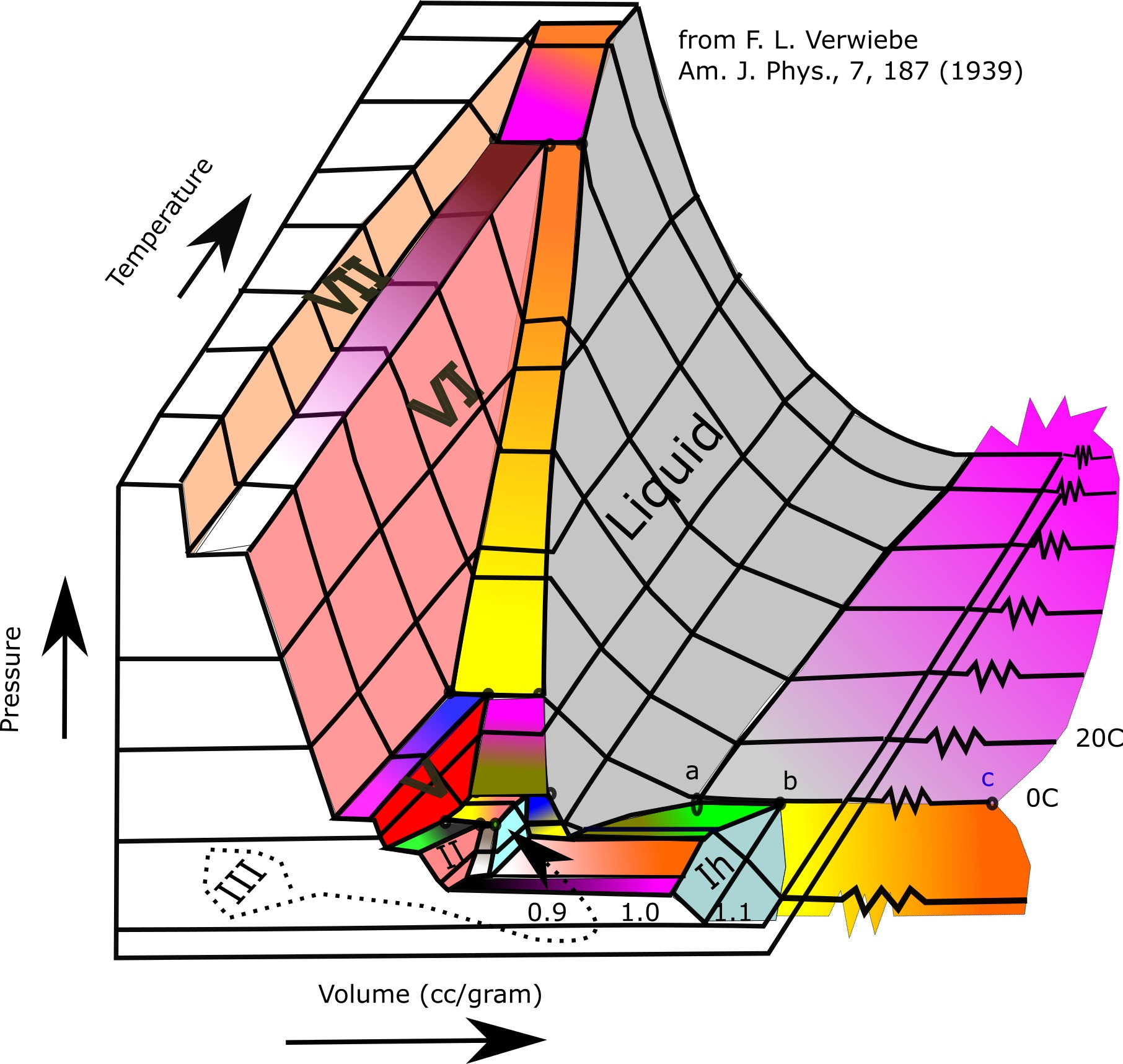
Una formulació alternativa del diagrama de fases per a certs gels i altres fases de l'aigua

El gel, l'aigua i el vapor d'aigua poden coexistir al punt triple, que és exactament 273.16 K (0,01 °C) a una pressió de 611,657 Pa. El kelvin es va definir com1273.16 de la diferència entre aquest punt triple i el zero absolut, encara que aquesta definició va canviar el maig de 2019. A diferència de la majoria dels altres sòlids, el gel és difícil de sobreescalfar. En un experiment, gel a -3 ºC es va sobreescalfar a uns 17 °C durant uns 250 picosegons.

Dependència de la pressió de la fusió del gel

La calor latent de fusió és 5.987 J/mol i la seva calor latent de sublimació és 50.911 J/mol. L'elevat calor latent de sublimació és principalment indicatiu de la força dels enllaços d'hidrogen a la xarxa cristal·lina. La calor latent de fusió és molt menor, en part perquè l'aigua líquida està prop de 0 °C també conté un nombre important d'enllaços d'hidrogen. Per contra, l'estructura del gel II està ordenada per l'hidrogen, cosa que ajuda a explicar el canvi d'entropia de 3,22 J/mol quan l'estructura cristal·lina canvia a la del gel I. També, el gel XI, una forma ortorròmbica, ordenada per hidrogen de gel I h, es considera la forma més estable a baixes temperatures.
S'estima que l'entropia de transició del gel XIV al gel XII és del 60% de l'entropia de Pauling segons les mesures DSC. La formació del gel XIV a partir del gel XII és més afavorida a alta pressió.
Quan el gel amorf de densitat mitjana es comprimeix, s'allibera i després s'escalfa, allibera una gran quantitat d'energia tèrmica, a diferència d'altres gels d'aigua que tornen a la seva forma normal després de rebre un tractament similar.

### Trastorn de l'hidrogen
Els àtoms d'hidrogen de la xarxa cristal·lina es troben molt a prop dels enllaços d'hidrogen, i de tal manera que cada molècula d'aigua es conserva. Això vol dir que cada àtom d'oxigen de la xarxa té dos hidrògens adjacents: a uns 101 pm al llarg del 275 pm longitud de l'enllaç per al gel Ih. La xarxa cristal·lina permet una quantitat substancial de desordre en les posicions dels àtoms d'hidrogen congelats a l'estructura mentre es refreda fins al zero absolut. Com a resultat, l'estructura cristal·lina conté una mica d'entropia residual inherent a la xarxa i determinada pel nombre de configuracions possibles de posicions d'hidrogen que es poden formar tot mantenint el requisit que cada àtom d'oxigen tingui només dos hidrògens a prop, i cada enllaç H unint dos àtoms d'oxigen amb només un àtom d'hidrogen. Aquesta entropia residual S0 és igual a 3,4±0,1 J mol -1 K −1 {\displaystyle =R\ln(1.50\pm 0.02)}.

### Càlculs
Hi ha diverses maneres d'aproximar aquest nombre a partir dels primers principis. El següent és el utilitzat per Linus Pauling.

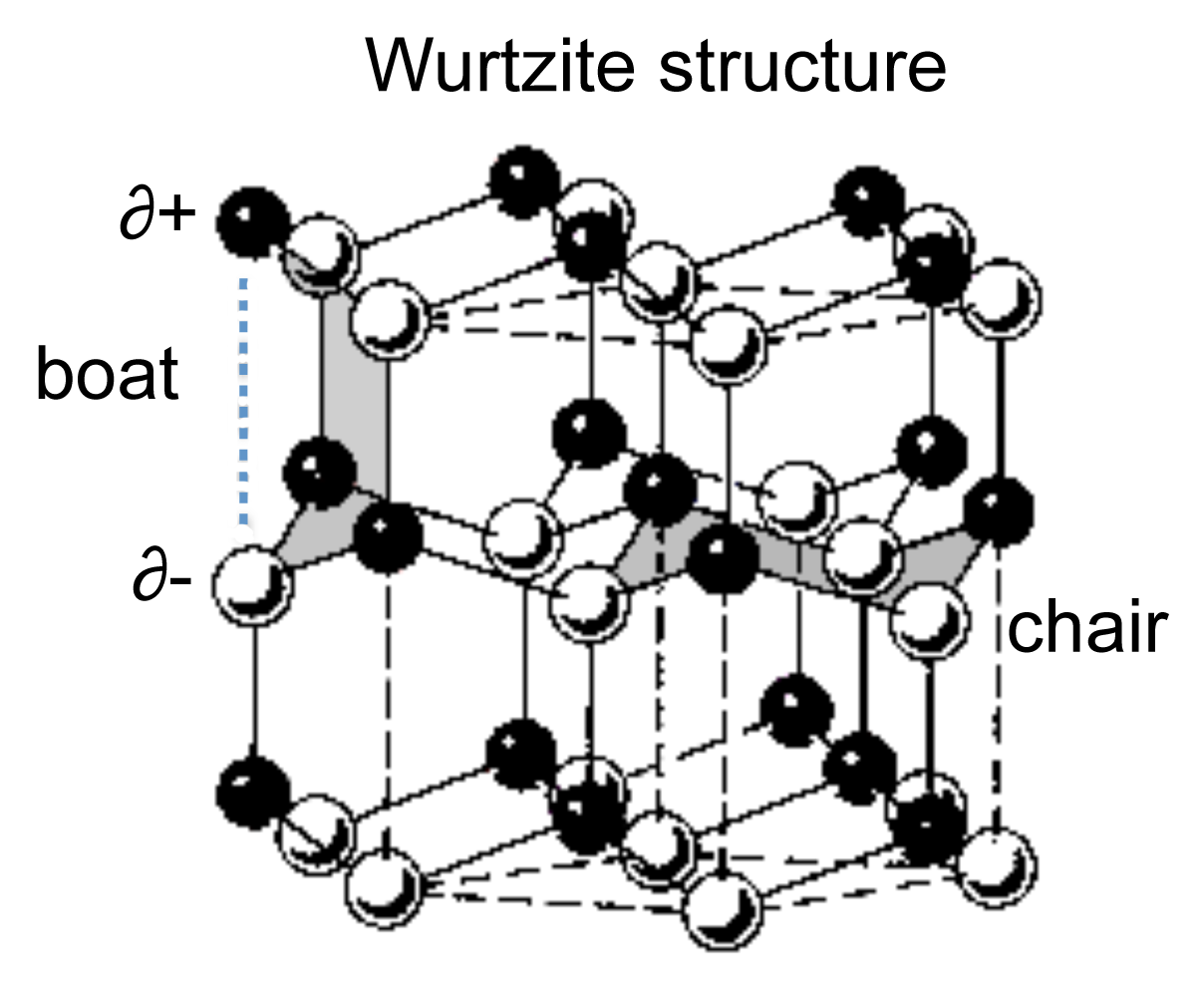
L'estructura wurtzita. A Ice I _{h}, els àtoms d'oxigen estan disposats als punts de la gelosia i els àtoms d'hidrogen es troben als enllaços entre els punts de la gelosia. Cada àtom d'oxigen té 4 àtoms veïns. Tingueu en compte que la gelosia es divideix en dos subconjunts, aquí de color blanc i negre.

Suposem que hi ha un nombre determinat N de molècules d'aigua en una xarxa de gel. Per calcular la seva entropia residual, hem de comptar el nombre de configuracions que pot assumir la xarxa. Els àtoms d'oxigen es fixen als punts de la gelosia, però els àtoms d'hidrogen es troben a les vores de la gelosia. El problema és escollir un extrem de cada vora de la gelosia perquè l'hidrogen s'uneixi, d'una manera que encara garanteixi que cada àtom d'oxigen s'uneixi a dos àtoms d'hidrogen.
Els àtoms d'oxigen es poden dividir en dos conjunts en un patró d'escacs, que es mostra a la imatge com a boles blanques i negres. Centra l'atenció en els àtoms d'oxigen d'un conjunt: n'hi ha N/2. Cadascun té quatre ponts d'hidrogen, amb dos hidrògens a prop i dos llunyans. Això vol dir que n'hi ha {\textstyle {\tbinom {4}{2}}=6} configuracions permeses d'hidrogens per a aquest àtom d'oxigen (vegeu Coeficient binomial). Així, hi ha 6N/2 que satisfan aquests àtoms N/2. Però ara, considereu els àtoms d'oxigen N/2 restants: en general no estaran satisfets (és a dir, no tindran precisament dos àtoms d'hidrogen a prop d'ells). Per a cadascun d'ells, hi ha 24 = 16 posicions possibles dels àtoms d'hidrogen al llarg dels seus enllaços d'hidrogen, dels quals 6 estan permesos. Per tant, ingènuament, esperem que el nombre total de configuracions sigui {\displaystyle 6^{N/2}(6/16)^{N/2}=(3/2)^{N}.}
Utilitzant la fórmula d'entropia de Boltzmann, concloem que {\displaystyle S_{0}=k\ln(3/2)^{N}=nR\ln(3/2),} on k és la constant de Boltzmann i R és la constant del gas molar. Per tant, l'entropia residual molar és {\displaystyle R\ln(3/2)=3.37\mathrm {J} \cdot \mathrm {mol} ^{-1}\mathrm {K} ^{-1}}.
La mateixa resposta es pot trobar d'una altra manera. Primer orienteu cada molècula d'aigua aleatòriament en cadascuna de les 6 configuracions possibles i, a continuació, comproveu que cada vora de la gelosia conté exactament un àtom d'hidrogen. Suposant que les vores de la gelosia són independents, aleshores la probabilitat que una sola vora contingui exactament un àtom d'hidrogen és 1/2, i com que hi ha 2N arestes en total, obtenim un recompte de configuració total {\displaystyle 6^{N}\times (1/2)^{2N}=(3/2)^{N}}, com abans.

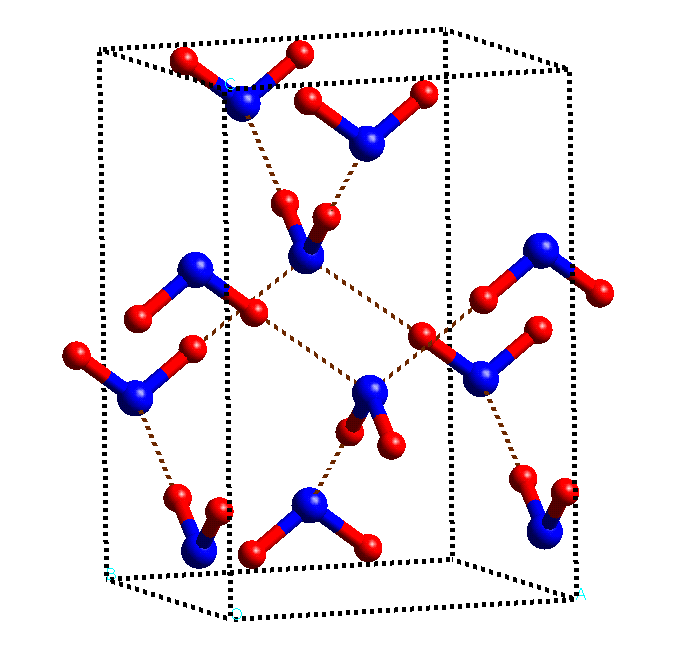
L'estructura cristal·lina del gel VIII